# Neuroéconomie
La neuroéconomie est une branche de recherche au croisement de l'économie et des neurosciences cognitives qui étudie l'influence des facteurs cognitifs et émotionnels dans les prises de décisions, qu'il s'agisse d'investissement, d'achat, de prise de risque ou de consommation. Elle couvre, entre autres, sous l'appellation neurofinance, la prise de décision en matière de placements et d'emprunts et aussi le neuromarketing qui utilise également des outils de neuro-imagerie pour les études de marché et le comportement des consommateurs.
Elle est voisine de l'économie comportementale, la différence étant que celle-ci s'intéresse plutôt aux comportements individuels et collectifs des agents économiques tandis que la neuroéconomie examine les bases neurobiologiques de ces comportements, notamment grâce aux techniques d'imagerie cérébrale.

## Histoire
La neuroéconomie comme programme de recherche apparaît à la fin des années 1990 aux États-Unis.  Daniel Kahneman a reçu le Prix Nobel en économie pour ses contributions fondatrices dans la finance comportementale.  Richard Thaler en 2017 de même, pour sa théorie dite "nudge" (coup de pouce) selon laquelle des incitations relativement petites peuvent changer le comportement du consommateur.   
Le terme neuroéconomie apparaît pour la première fois sous la plume de l'Américain Paul W. Glimcher en 2003 dans son ouvrage Decisions, Uncertainty, and the Brain: The Science of Neuroeconomics.

## Méthodes
Ces recherches, qui appartiennent au domaine plus large des neurosciences cognitives, examinent les réactions du cerveau à divers stimuli, par exemple aux images publicitaires, en utilisant le cas échéant des appareils de mesure adéquats (notamment l'IRM fonctionnelle). C'est ainsi que l'imagerie cérébrale permet de repérer quelles zones du cerveau sont activées lors de décisions économiques, et à quel type d'émotions positives ou négatives elles correspondent. 
L'une des questions les plus souvent abordées concerne donc les bases neuronales de la prise de décision économique, par exemple lors d'opérations boursières. Lorsqu'on mesure l'activité cérébrale d'un individu qui doit décider de vendre ou d'acheter un titre en Bourse, on observe la mise en jeu de différentes zones du cerveau activées également lors d'autres circonstances émotionnelles de la vie, notamment lors de plaisirs ou de souffrances intenses.
En effet, de nos jours, on sait que le cerveau a trois parties. La partie du cortex préfrontal, la plus récente, est le siège du Moi rationnel. La partie centrale du cerveau est, elle, le siège du Moi émotionnel. La troisième partie du cerveau, la plus ancienne, la partie reptilienne est le siège du Moi instinctif, donc le siège du "buy button" ciblé par le neuromarketing et neurofinance.  
Pourtant il faut être prudent car les échantillons sont choisis par les chercheurs eux-mêmes et pondérés par la probabilité Bayésienne.  En effet, cette méthodologie piste les effets pour trouver les causes.  Le problème de cette approche est qu'il n'inclut pas les causes non-observés ou non-observables (l'imagination ou l'inspiration).  Ainsi, il y a un risque important du piège de post hoc ergo propter hoc.

## Résultats
Ces observations indiquent un rôle important des processus émotionnels dans la prise de décision économique et financière, qui ne se fait donc pas que sur des bases rationnelles. La neuroéconomie cherche donc à étudier et utiliser les biais cognitifs et émotionnels déjà mis au jour dans le domaine plus large de l'économie comportementale.
Une meilleure connaissance du rôle des émotions dans la décision économique peut conduire à des manipulations (par exemple en matière de promotion des ventes, le marketing) mais aussi, à l'inverse, permettre aux agents économiques de mieux comprendre, pour y résister, ce qui, dans leur fonctionnement mental, peut les détourner d'une analyse rationnelle, deux domaines relatifs au champ d'application du Neuromarketing.

## Développements de ce domaine
La neuroéconomie bénéficie d'un intérêt scientifique croissant, en particulier depuis l'attribution du « prix Nobel d'économie » au psychologue Daniel Kahneman en 2002. Aux États-Unis, les plus grandes universités ont développé des laboratoires de recherche pluridisciplinaires et ont inscrit cette discipline au programme des cursus en économie comme en neurosciences. En France, cette discipline connaît un rapide développement, tant au sein des universités que des entreprises.
Ce développement ne va pas sans poser des questions d'ordre éthique sur les utilisations qu'il pourrait être fait de ces données scientifiques et plus généralement sur l'utilisation des neurosciences hors des laboratoires scientifiques ou médicaux, problématique que l'on résume sous le terme de neuroéthique. La neuroéconomie ne doit cependant pas être confondu avec le neuromarketing qui vise avant tout à améliorer de manière pratique les stratégies commerciales et communicationnelles des entreprises, notamment au niveau de la publicité. Le neuromarketing fait davantage l'objet de critiques que la neuroéconomie dont l'objectif n'est pas de directement viser à améliorer les pratiques des entreprises.

### Livres
- Serra Daniel, Neuroéconomie, Paris, Economica, 2016, 214 p. (ISBN 978-2-7178-6847-0).
- Serra Daniel, La "révolution" expérimentale en économie - Une histoire des courants de recherche qui l'incarnent, Montpellier, Presses Universitaires de la Méditerranée, 2022, 284 p.  (ISBN 978-2-36781-476-6)
- (en) Paul W. Glimcher, Decisions, uncertainty, and the brain : the science of neuroeconomics, Cambridge, Mass, MIT Press, 2003, 375 p. (ISBN 978-0-262-57227-9, OCLC 934318719, lire en ligne)
- Hervé Chneiweiss, Neurosciences et neuroéthique : des cerveaux libres et heureux, Paris, Alvik, 2006, 235 p. (ISBN 978-2-914833-35-6, OCLC 300306908).
- Jason Zweig (trad. de l'anglais par Marie-Christine Clugnet, préf. Olivier Oullier), Gagner en bourse grâce à la neuroéconomie [« Your Money and Your brain »], Paris, Gutenberg, coll. « sciences », 2008, 371 p. (ISBN 978-2-35236-023-0, OCLC 471025329).
- Sacha Gironde, La neuroéconomie : comment le cerveau gère mes intérêts, Paris, Plon, 2008, 218 p. (ISBN 978-2-259-20791-1, OCLC 228115802).
- (en) Paul Glimcher (edt.), Colin F. Camerer, Ersnt Fehr et al., Neuroeconomics : decision making and the brain, London San Diego, CA, Academic Press, 2009, 538 p. (ISBN 978-0-12-374176-9, OCLC 690419427).
- (en) Christian Schmidt, Neuroéconomie comment les neurosciences transforment l'analyse économique, Paris, O. Jacob, coll. « Économie », 2010, 321 p. (ISBN 978-2-7381-2444-9, OCLC 690671301, lire en ligne).
- Christian Schmidt et Pierre Livet, Comprendre nos interactions sociales : une perspective neuroéconomique, Paris, O. Jacob, coll. « Économie », 2014, 294 p. (ISBN 978-2-7381-3160-7, OCLC 898239786).

### Articles de synthèse
- (en) Colin Camerer, George Loewenstein et Drazen Prelec, « Neuroeconomics: How Neuroscience Can Inform Economics », Journal of Economic Literature, vol. 43, mars 2005, p. 9-64, lire en ligne
- (en) Paul W. Glimcher, Michael C. Dorris et Hannah M. Bayer, « Physiological Utility Theory and the Neuroeconomics of Choice », Games and Economic Behavior, vol. 52-2, août 2005, p. 213-256, lire en ligne
- Christian Schmidt « What neuroeconomics does really mean ? », Revue d'économie politique 1/2008 (Vol. 118), p. 7-34, lire en ligne.
- Martine Valo, « Les neurosciences au secours de la pub », Le Monde,‎ 27 mars 2009 (lire en ligne)
- Daniel Serra, "Decision-making: From neuroscience to neuroeconomics - An overview", Theory and Decision, 2021, 91(1): 1-80 (lire en ligne: https://doi.org/10.1007/s11238-021-09830-03).
- Daniel Serra, "Controversies around neuroeconomics: Empirical, methodological and philosophical issues", Revue de philosophie économique, 2022/2, vol 23 (lire en ligne: https://www.cairn.info/revue-de-philosophie-economique-2022-2-page-135.htm).